# Odincowo (stacja kolejowa)
Odincowo (ros. Одинцово) – stacja kolejowa w miejscowości Odincowo, w rejonie odincowskim, w obwodzie moskiewskim, w Rosji. Położona jest na linii Moskwa – Mińsk – Brześć.
Stacja końcowa Średnicy Biełorussko-Sawiołowskiej – linii moskiewskiej kolei aglomeracyjnej. Posiada trzy perony – dwa przelotowe i jeden krańcowy. Kończy się tu biegnąca od Moskwy linia czterotorowa. W stronę Kubinki biegną dwa tory.

## Historia
Stacja powstała w XIX w. na drodze żelaznej moskiewsko-brzeskiej, pomiędzy stacjami Kuncewo i Golicyno.

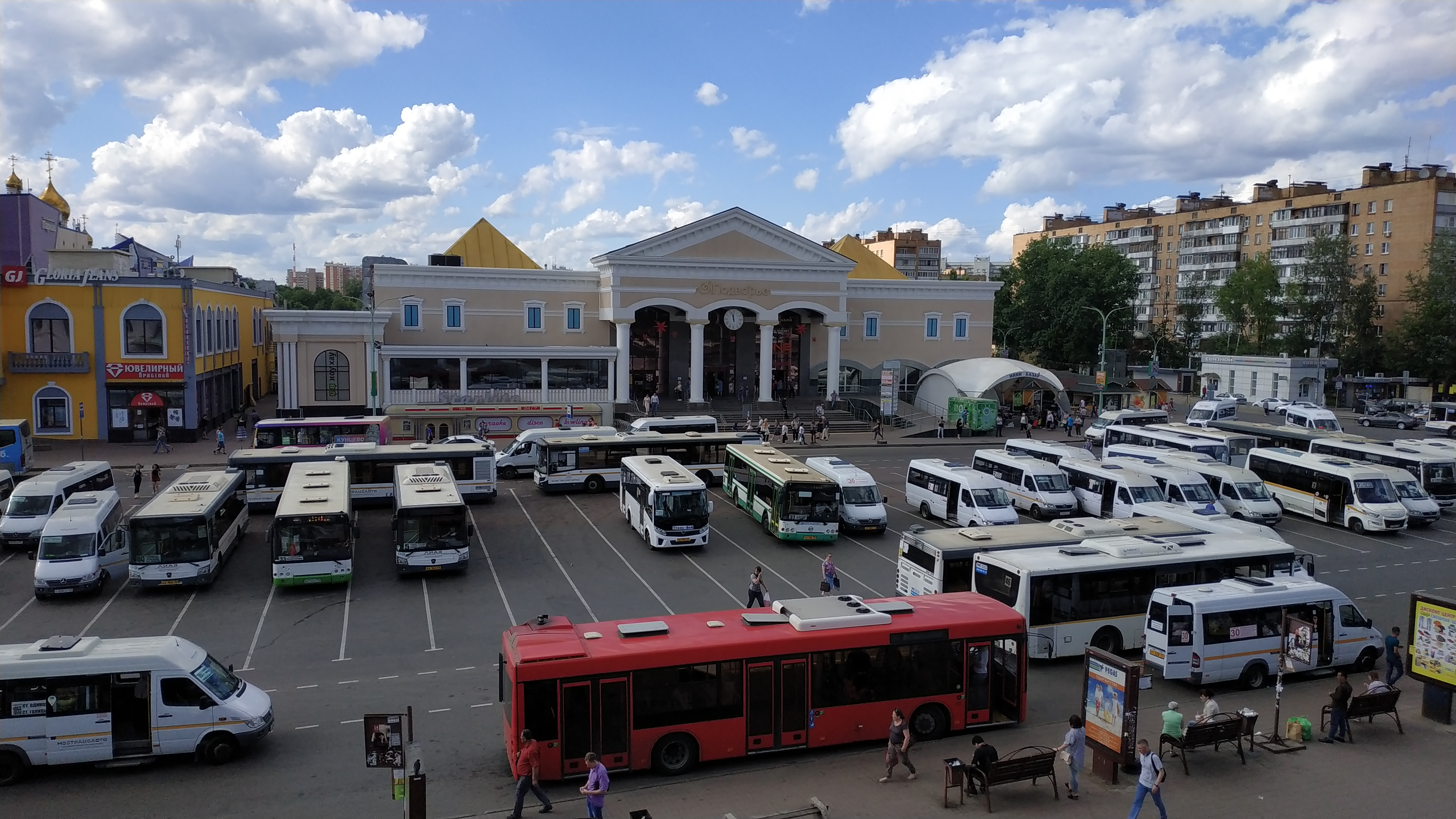
dworzec